# Дхараниндраварман I
Дхараниндраварман I (кхмер. ធរណីន្ទ្រវម៌្មទី១) — король Кхмерской империи (1107—1112/13)

## Биография
Старший брат Джаявармана VI, для того, чтобы стать королём Кхмерской империи, ушёл из монастыря.
Права на престол получил благодаря ранней смерти наследника престола (в 1092 году) и женитьбе на Виджаендралакшми (бывшей до этого женой его брата Джаявармана VI).
Как полагают исследователи, именно коронация Дхараниндравармана I официально приблизила буддизм ко кхмерскому двору.
В это время на политической арене появляется прямой потомок Харшавармана III — Нрипатиндаварман.
Дхараниндравармана I в 1112 году сверг внучатый племянник Харшавармана III — будущий Сурьяварман II. Дхараниндраварман I получил посмертное имя — Параманишкалапада.